# Taieri Mouth
Taieri Mouth est un petit village de pêcheurs situé à l’embouchure du fleuve Taieri, dans l’Île du Sud de la Nouvelle-Zélande.

## Situation
Taieri Mouth est localisé à 40 km au sud-ouest du centre de la cité de Dunedin sur le trajet de la Southern Scenic Route (en).
Il est donc localisé dans le district de Clutha sur la limite de ‘Dunedin City’ et à 10 km à l’est du lac de Waihola (en).

## Installation
Il y a une plage de sable blanc permettant la natation et plusieurs zones de pique-nique.
Un élément caractéristique est le chemin de randonnée, qui suit le fleuve de son embouchure jusqu’aux gorges de la partie basse du fleuve en direction de la ville de Henley.
Le village a gagné un peu de notoriété ou plutôt en noirceur en 1990 en tant que lieu où travaillait le père du meurtrier suspect David Bain (en) condamné à tort pour le meurtre de toute sa famille.
L' Île de Taieri (en) siège dans l’océan à plusieurs centaines de mètres de l’embouchure du fleuve

## Histoire
Il existe un site d’occupation de la part du peuple Māori à l’embouchure du fleuve Taieri où ont été retrouvés des os de moa, indiquant qu’ils étaient des chasseurs de Moa de la période Archaique de la culture Māori.

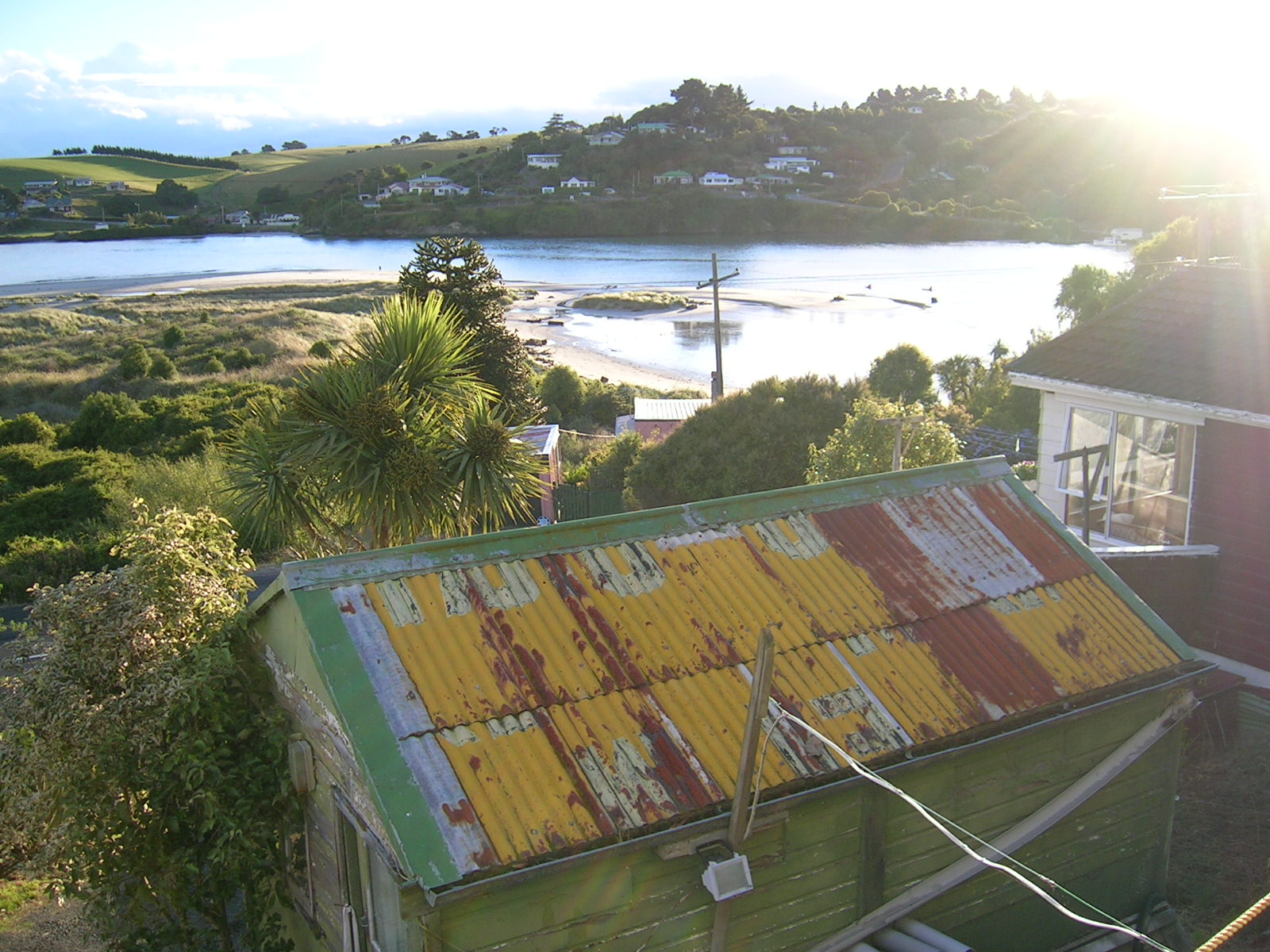
Hangars colorés de l’embouchure du fleuve Taieri

Selon la tradition orale, du début du XVIIIe siècle, le chef Tuwiriroa, partit du secteur du Mont Aspiring/Tititea sur le cours de la rivière Kawarau près de la ville moderne de Queenstown et avaient construit un pa nommé Motupara, près de ‘Taieri Mouth’.
Ses rivaux, les Tukiauau, avaient aussi construit un pa, nommé Whakaraupuka, à l’intérieur des terres dans la plaine de Taieri (en) près du lac Waihola (en). 
Tuwiriroa avait une fille Haki Te Kura, fameuse pour ses traversées à la nage à travers le lac Wakatipu.
Tukiauau avait un fils Korokiwhiti.
La fille et le fils tombèrent amoureux mais la femme de leur père, le chef du pa de l’embouchure de la rivière Taieri, désapprouvait cette relation.
Le père du jeune homme était un chasseur.
Entendant que son ennemi avait découvert ce fait, il décida d’abandonner l’installation d’amont de la rivière et déplaça son peuple plus au sud.
Alors qu’ils descendaient la rivière dans leurs canoës, la jeune femme désemparée tenta de sauter d’un rocher dans le cours inférieur mais rata son plongeon sur le canot de son amoureux, heurta la proue et fut tuée. 
Ajoutant l’insulte à l’accident, sa tête récupérée fut renvoyée avec colère à son peuple sur la berge, alors que la flottille passait au niveau de la mer.
Il y eut des répercussions, et Tukiauau et son fils furent condamnés et finalement tuès 

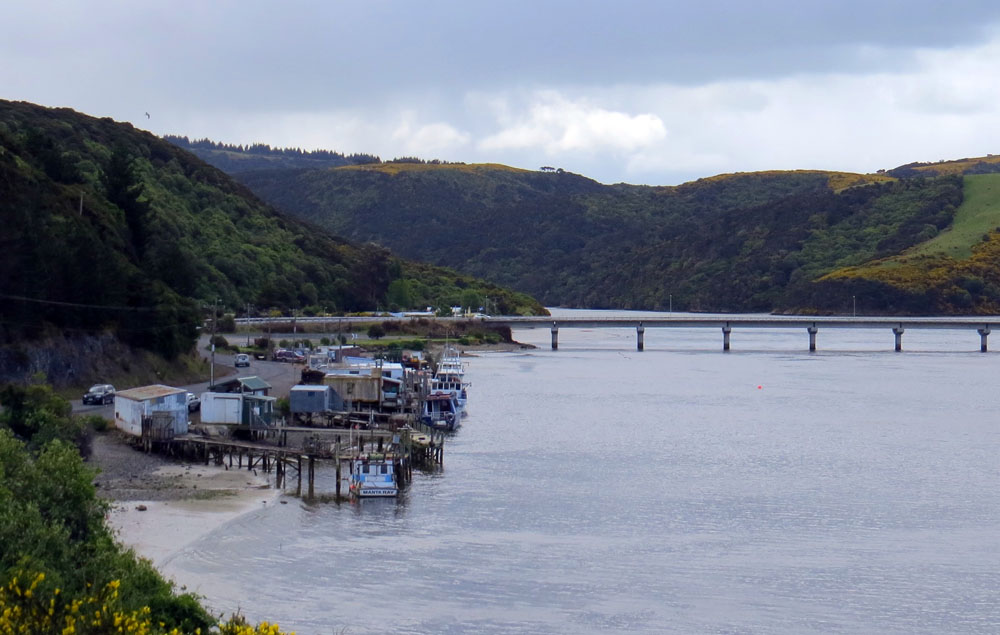
Le pont à travers l’estuaire du fleuve Taieri au niveau de Taieri Mouth

L’occupation par les Maori continua et Edward Shortland remarqua un petit village sur le site en 1843 où des Maori vivaient toujours là en 1850.
Un des premiers colons Européen fut un ancien chasseur de baleine nommé, 'L’Hermite de l’embouchure de Taieri ' (aussi connu sous le nom de John Bull), dont le nom réel était John Edward O'Neil. 
On s’en souvient pour sa boiterie et sa prodigieuse force .

## Autres lectures
- (en) W. Parkes et K. Hislop, Taieri Mouth and its surrounding districts, Dunedin, Otago Heritage Books, 1980, 72 p. (ISBN 978-0-908774-40-1).

- New Zealand Gazetteer